# 泰德·納史密斯
泰德·納史密斯（英語：Ted Nasmith，1956年—）是加拿大插畫家、歌手，曾為J·R·R·托爾金的《精靈寶鑽》等文學作品以及托爾金日曆繪製插圖。

## 生平
納史密斯出生於加拿大安大略省的戈德里奇，父親是加拿大空軍。2歲時，父親因駐紮法國而與全家人搬至該國，在那裡住了三年才返回安大略省，這段時期給納史密斯留下了深刻印象。
他在就讀高中時開始習畫。14歲時，經姊妹介紹而閱讀《魔戒》，這對他未來的藝術生涯影響極大。
80年代中期，納史密斯成為托爾金協會成員。他向出版商毛遂自薦，從1987年起開始為一年一度的托爾金日曆繪製插圖。1996年10月，他受出版商之邀為《精靈寶鑽》繪製插圖。1999年初，《魔戒》電影導演彼得·傑克森還邀請納史密斯加入電影美術團隊，但他經過慎重考慮後婉拒了。後來納史密斯也為遊戲《魔戒Online》繪製宣傳插圖。

## 音樂
納史密斯從青少年時期就十分熱愛音樂，而後正式成為歌手和吉他手，2007年發行首張專輯《The Hidden Door: Songs in the Key of Enchantment》。他的音樂作品主要受到托爾金作品的影響。

## 外部連結
- 官方网站（英文）
- 泰德·納史密斯的Facebook專頁（英文）